# ラウマ旧市街
ラウマ旧市街(Vanha Rauma) は、フィンランドの町ラウマの中でも木造建築が並ぶ中心地を指す呼称。ユネスコの世界遺産に登録されている。
旧市街はおよそ0.3km2 で、600軒ほどの建造物（家屋以外に倉庫なども含む）が立ち並んでおり、約800人が暮らしている。ラウマは19世紀初頭に旧市街の外側へと拡大していった。1640年と1684年の大火で焼失したこともあって、現存する最古の家屋は18世紀のものである。ほとんどの家屋は私有物で、一般市民が暮らしているが、2つの大通り沿いと町の広場の周りでは、おもにビジネス目的に使われている。
特に目を惹く建造物は水夫の家であったキルスティ (Kirsti) と、船主の家であったマレラ (Marela) である。前者は18世紀から19世紀に建造されたもので、後者はファサードのみ19世紀のものだが基本的には18世紀の建造物である。これらはともに現在博物館になっている。
木造建築が特徴的なラウマだが、石造建築物もある。聖十字教会、中世の絵画が所蔵された15世紀の旧フランシスコ会修道院付属教会、1776年建造のタウン・ホールなどである。ラウマ旧市街には、15世紀に建造された聖三位一体教会もあったが、1640年に焼失してしまった。

## 世界遺産

### 登録基準
この世界遺産は世界遺産登録基準のうち、以下の条件を満たし、登録された（以下の基準は世界遺産センター公表の登録基準からの翻訳、引用である）。
- (4) 人類の歴史上重要な時代を例証する建築様式、建築物群、技術の集積または景観の優れた例。
- (5) ある文化（または複数の文化）を代表する伝統的集落、あるいは陸上ないし海上利用の際立った例。もしくは特に不可逆的な変化の中で存続が危ぶまれている人と環境の関わりあいの際立った例。